# Camisano Vicentino
Camisano Vicentino es un municipio italiano de 9.520 habitantes de la provincia de Vicenza (región de Véneto).kl

## Demografía
| Gráfica de evolución demográfica de Camisano Vicentino entre 1861 y 2001 |
|                                                                          |
| fuente ISTAT - elaboración gráfica a cargo de Wikipedia                  |

## Personajes destacados de Camisano Vicentino
El municipio ha sido cuna de grandes personajes, entre ellos destacan Luigi Bazzan y toda su familia (siglo XVI) venerado por todo el pueblo. Sus esculturas y sus pinturas fueron únicas por la época en que nació. Todavía hoy en día la gente escucha su nombre y le recuerda como el gran hombre que fue. 

## Hermanamiento
- Fuerte Olimpo, Paraguay[4]